# Vivian Silver
Vivian Silver (Winnipeg, Canadà, 2 de febrer de 1949 - Israel, 7 d'octubre de 2023) va ser una feminista i activista per la pau israeliana, que va advocar pels drets dels palestins. El 2011, va ser triada com una dels 10 immigrants anglosaxons més influents de l'any a Israel. Va ser una de les fundadores de Women Wage Peace i del Centre àrab-jueu per a l'apoderament, la igualtat i la cooperació. Va ser assassinada per membres de Hamàs, a casa seva durant la guerra Israel-Gaza, en l'atac del 7 d'octubre de 2023.

## Trajectòria
Vivian Silver va néixer a Winnipeg, Canadà, el 2 de febrer de 1949.
El 1973 va organitzar la primera Conferència Nacional de Dones Jueves.
El 1974 va fer l'aliyà i se'n va anar a viure a Israel. Activista per la pau, va treballar durant anys amb la comunitat beduïna a Israel i Gaza. Tenia dos fills, Chen i Yonatan Zeigein, i dos néts petits, Isaac i Allen.
Va fundar, juntament amb altres persones, el Centre ara-jueu per a l'apoderament, la igualtat i la cooperació. Després es va coinvertir en la Directora Executiva del Centre a l'Institut del Negev per a la Pau i el Desenvolupament Econòmic. També va fundar fundar un grup anomenat Creando Paz amb l'objectiu de realitzar col·laboracions comercials entre artesans palestins, àrabs-israelians i jueus-israelians.
Portava pacients palestins i les seves famílies des de la Franja de Gaza a hospitals israelians perquè rebessin tractament mèdic.
El 2014, va ser una de les fundadores de Women Wage Peace.
El 4 d'octubre de 2023, va ser una de les organitzadores de la marxa per la pau, caminada realitzada a Jerusalem per dones israelianes i palestines demanant una solució política del conflicte israelià-palestí.
El 7 d'octubre del 2023 es va creure que va ser segrestada de casa seva, al kibbutz Beeri, per les brigades d'Ezzeldin Al-Qassam, braç armat de l'organització Hamàs. La seva família va rebre el missatge següent per Whatsapp:
| « | Acaben de trencar la porta de casa meva. Estan cridant, però jo estic amagada dins de l'armari al refugi. Si sobrevisc, us prometo que la propera vegada guardo el meu ganivet més gran aquí. No m'ho puc creure que sigui capaç de manera simultània d'escriure-us i de tenir tanta por. No em truqueu, si us plau. | » |

El 14 de novembre de 2023 es va confirmar que havia estat assassinada per Hamàs.